# Эстанге, Тони
То́ни Эстанге́ (фр. Tony Estanguet; 6 мая 1978, По, Франция) — французский каноист-слаломист. Участник четырёх Олимпийских игр. Трёхкратный олимпийский чемпион (2000, 2004, 2012). Пятикратный чемпион мира. Член МОК с 2013 года. Председатель Организационного комитета по проведению Олимпиады 2024 года в Париже.

## Спортивная биография
Тони Эстанге родился в спортивной семье. Его отец Анри Эстанге был серебряным и бронзовым призёром мировых чемпионатов по гребному слалому в командном зачёте. Старший брат Патрис Эстанге, который старше Тони на 5 лет в 1996 году стал бронзовым призёром в гребном слаломе на Олимпийских играх в Атланте.
Первым крупным успехом в карьере молодого француза стала победа на кубке мира 1996 года в Праге.

В 1996 году я выиграл свой первый титул на кубке мира в Праге. Мне было 18 лет, и это было настоящее начало моей карьеры. После этого момента, моей главной мечтой стало участие в Олимпийских играх и победа на них.
Оригинальный текст (англ.) In 1996 I won my first title in the World Cup in Prague. I was 18 years old and it was the real start of my career. After this point, my only dream was to be in the Olympics and my goal was to win it.

За попадание в сборную Франции на Олимпийские игры 2000 года в Сидней Тони пришлось бороться со своим старшим братом Патрисом. В финальном заплыве отборочных соревнований Тони всего на несколько десятых секунды опередил брата и завоевал право отправиться на игры.
Дебют младшего Эстанге на Олимпийских играх состоялся в 2000 году на играх в Сиднее. В квалификации французу необходимо было попасть в число 12 лучших. С этой задачей он успешно справился, показав второй результат. В финале Эстанге очень уверенно выполнил первую попытку. Он показал лучшее время прохождения трассы, а также не набрал ни одного штрафного очка, что позволило опередить ближайшего преследователя словака Михала Мартикана почти на 4 балла. Во второй попытке француз показал неплохое время, но набрал 2 штрафных очка. Тем не менее этого вполне хватило, чтобы стать олимпийским чемпионом.

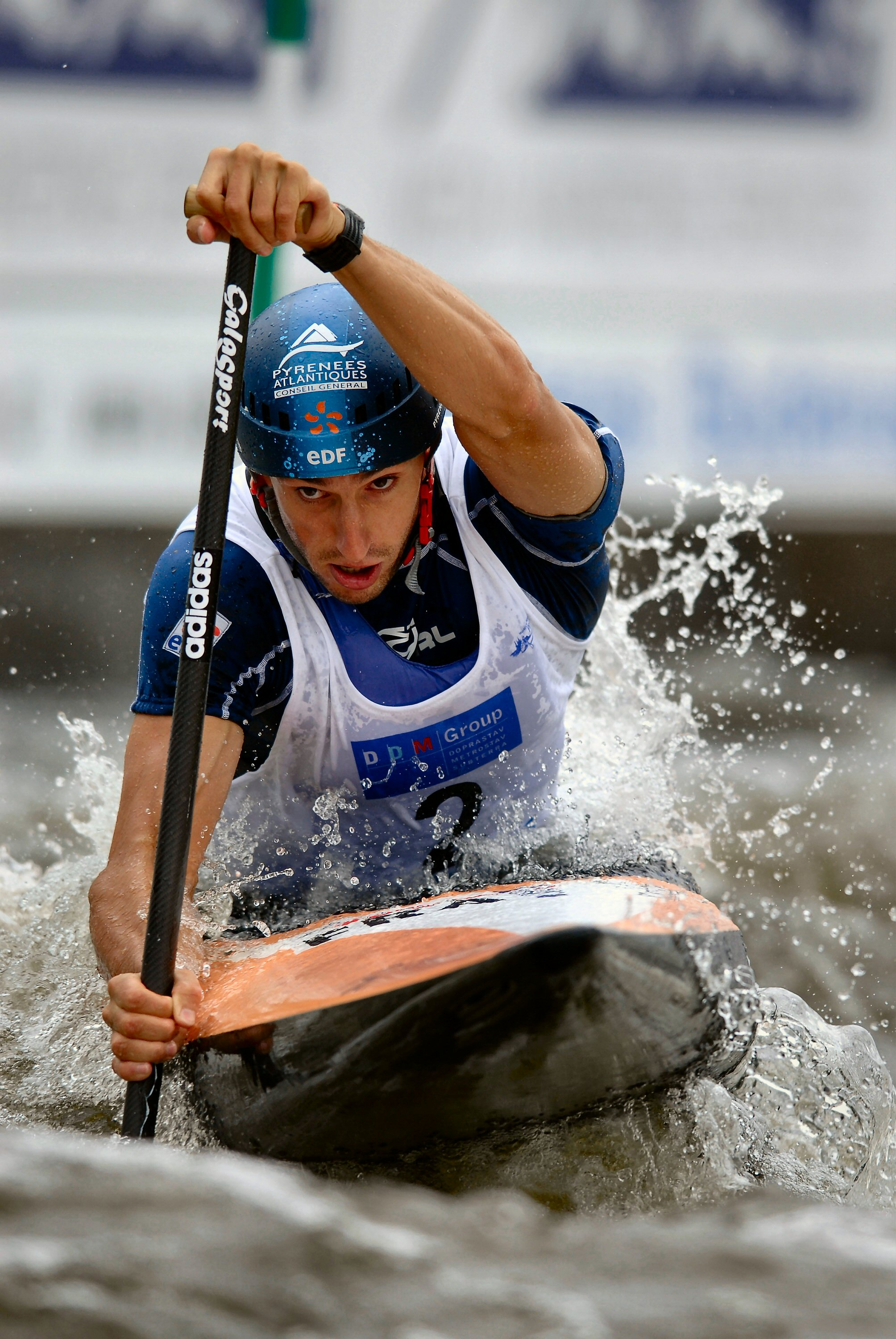
2006 год

На Олимпийских играх 2004 года немного изменились правила квалификации. Теперь чтобы попасть в финал спортсменам необходимо было преодолеть два предварительных раунда. Квалификация вновь не вызвала особых затруднений у Эстанге. После первого раунда он, как и 4 года назад занимал второе место. В полуфинале необходимо было попасть в 8 лучших, чтобы продолжить борьбу в финале. Эстанге прошёл дистанцию без штрафных очков и занял второе место, отставая от лидирующего Мартикана всего на 0,12 с. В финале спортсменам необходимо было выполнить всего одну попытку, к которой прибавлялся результат, показанный спортсменами в полуфинале. В финале француз показал третье время, но по сумме сумел опередить всех соперников и стал двукратным олимпийским чемпионом.
На летних Олимпийских играх 2008 года Эстанге было доверено право быть знаменосцем сборной Франции на церемонии открытия игр. Но сами игры сложились для Эстанге очень неудачно. Квалификационный раунд француз преодолел с 6 результатом, но в полуфинале неожиданно остался лишь 9 и не сумел пройти в финал.
После неудачи на играх Пекине Эстанге принял решение полностью изменить всю систему подготовки к соревнованиям, а также собственное отношение к тренировкам. Спустя год Тони вновь вернулся на лидирующие позиции в гребном слаломе. В 2009 и 2010 году француз дважды стал чемпионом мира в личном первенстве, а также серебряным призёром в командном зачёте.
На летних олимпийских играх 2012 года в Лондоне Эстанге завоевал свою третью золотую медаль. Квалификацию и полуфинал в соревнованиях каноэ-одиночек Тони прошёл, не показывая своих лучших результатов. Но в финале француз в полной мере проявил своё мастерство и опередил ближайшего соперника немца Сидериса Тасиадиса более чем на секунду.
В феврале 2024 года стало известно, что Национальная финансовая прокуратура Франции начала расследование в отношении главы оргкомитета Олимпиады 2024 года Эстанге. Расследование касается чрезмерно высокой зарплаты Эстанге, которую он получает на своем посту, — €270 тыс. в год до вычета налогов.